# Cantonul Verdun-sur-Garonne
Cantonul Verdun-sur-Garonne este un canton din arondismentul Montauban, departamentul Tarn-et-Garonne, regiunea Midi-Pyrénées, Franța.

## Comune
- Aucamville
- Beaupuy
- Bouillac
- Bourret
- Comberouger
- Mas-Grenier
- Saint-Sardos
- Savenès
- Verdun-sur-Garonne (reședință)